# 作用温度
作用温度(さようおんど、英: operative temperature、OT)とは効果温度ともいい、人体に対する温熱環境を評価する指標のひとつである。

## 概要
気温が同じ室内であっても、壁面温度と周囲気流の状態により体感温度は違うことを加味し、周囲壁面との放射熱伝達と周囲気流との対流熱伝達と同じ量の熱交換を行なう様な均一温度の閉鎖空間での仮想気温が作用温度である。人体の発熱は評価されないため、気流による冷却効果は評価できない。そのため、この指標は暖房時に用いられる。

## 計算式
作用温度は以下の式で表される。
{\displaystyle t_{o}={h_{c}t_{a}+h_{r}t_{r} \over h_{c}+h_{r}}}
{\displaystyle t_{o}}：作用温度[℃]
{\displaystyle h_{c}}：対流熱伝達[W/(m2・℃)]
{\displaystyle h_{r}}：放射熱伝達[W/(m2・℃)]
{\displaystyle t_{a}}：気温[℃]
{\displaystyle t_{r}}：平均放射温度[℃]